# Potkornjaci
Potkornjaci (Scolytinae), potporodica kukaca iz reda kornjaša (Coleoptera). Nekada se smatralo da čine samostalnu porodicu Scolytidae, koja se danas pod imenom Scolytinae, vodi kao potporodica porodice pipa (Curculionidae)
Šumari ove kukce vode kao najznačajniju porodicu šumskih-štetnika. Valjkastog u okruglastog ili jajolikog tijela, vličine 1-8 milimetara, crne ili smeđe boje. Glava im je kratka i uvučena pod vratni štit kao i ticala. Gornja čeljust kratka i čvrsta, sposobna da griženje i bušenje drveta.
Život provode ispod kore drveta, uglavnom na deblu, a rjeđe na granama, pa se otuda i nazivaju potkornjaci. Po načinu ishrane i štete koju čine vrlo su rijetko polifagni, i poglavito su opredijeljeni na jednu vrstu drveta (monofagni) ili oligofagni, odnosno hrane se s više vrsta drveta koje pripadaju istoj biljnoj porodici.
Potkornjaci se osobito javljaju u vrijeme sušnih godina, kada opadne otpornost drveta. Žive u takozvanin grizotinama koje učine pod korom ili u drvetu, a kod različitih vrsta su različite, što pomaže i pri determinaciji. Svaka grizotina sastoji se od centralnog ili materinjeg hodnika, gdje ženka položi po jedno jaje u posebne udubine. Ličinke buše hodnike lijevo i desno od materinjeg hodnika i stvaraju zrakaste hodnike na kraju kojih se kukulje, a izlaze kao razvijeni kornjaši kroz posebnu rupu, iznad mjesta kukuljenja. Neke vrste su monogamne ali ih ima i poligamnih, jedan mužjak s više ženki.
Potkornjaci poglavito napadaju crnogoričnu, a rjeđe bjelogoričnu šumu. neprijatelji su mu različite vrste ptica: brgljezi, zebe, djetlići i pastirice, ali i neki kornjaši i kusokrilci.
Godine 2019, vrsta mediteranski potkornjak (Orthotomicus erosus) izazvao je veliku štetu na području Park šume Marjan, Korčuli, Zadru, Biogradu, Pašmanu i Braču).

## Podjela Potkornjaka
- Tribus Amphiscolytini Mandelshtam & Beaver, 2003
- Tribus Bothrosternini Blandford, 1896
- Tribus Cactopinini Chamberlin, 1939
- Tribus Carphodicticini Wood, 1971
- Tribus Coptonotini Chapuis, 1869
- Tribus Corthylini LeConte, 1876
- Tribus Cryphalini Lindemann, 1877
- Tribus Crypturgini LeConte, 1876
- Tribus Cylindrobrotini Kirejtshuk, Azar, Beaver, Mandelshtam & Nel, 2009 †
- Tribus Diamerini Hagedorn, 1909
- Tribus Dryocoetini Lindemann, 1877
- Tribus Hexacolini Eichhoff, 1878
- Tribus Hylastini LeConte, 1876
- Tribus Hylesinini Erichson, 1836
- Tribus Hylurgini Gistel, 1848
- Tribus Hyorrhynchini Hopkins, 1915
- Tribus Hypoborini Nüsslin, 1911
- Tribus Ipini Bedel, 1888
- Tribus Micracidini LeConte, 1876
- Tribus Phloeosinini Nüsslin, 1912
- Tribus Phloeotribini Chapuis, 1869
- Tribus Phrixosomatini Wood, 1978
- Tribus Polygraphini Chapuis, 1869
- Tribus Premnobiini Browne, 1962
- Tribus Scolytini Latreille, 1804
- Tribus Scolytoplatypodini Blandford, 1893
- Tribus Xyleborini LeConte, 1876
- Tribus Xyloctonini Eichhoff, 1878
- Tribus Xyloterini LeConte, 1876
- genus Stevewoodia Bright, 2010